# Marko Pećina
Marko Pećina, hrvaški zdravnik, pedagog in akademik, * 1940, Zagreb.
Pećina je bil predavatelj na Medicinski fakulteti v Zagrebu; je član Hrvaške akademije znanosti in umetnosti.